# Bodyslam
Bodyslam (thajsky บอดี้แสลม) byla thajská rocková skupina působící v letech 2002–2019, jejíž hlavní postavou byl zpěvák, kytarista a skladatel Artiwara Kongmalai, který od r. Bodyslam dosáhli hned prvním albem KRAM (2010) spolu s Siriporn Ampaipong.

## Diskografie
- Bodyslam (2002)
- Drive (2003)
- Believe (duben 2005)
- Save My Life (září 2007)
- Kraam (červen 2010)
- Dharmajāti (září 2014)